# Новый Лиман (Харьковская область)
Новый Лиман (укр. Новий Лиман) — село, 
Семеновский сельский совет,
Шевченковский район,
Харьковская область.
Код КОАТУУ — 6325785903. Население по переписи 2001 года составляет 42 (14/28 м/ж) человека.

## Географическое положение
Село Новый Лиман находится на расстоянии в 4,5 км от реки Средняя Балаклейка.
На расстоянии в 3 км расположено село Новостепановка, в 4-х км — село Семеновка.
В 2,5 км находится железнодорожная станция Бурлуцкое.

## История
- 1922 — дата основания.